# Gottfried von Preyer
Gottfried von Preyer (Hausbrunn, 15 de marzo de 1807–Viena, 9 de mayo de 1901) fue un compositor y director austríaco.

## Biografía
Fue discípulo de Simon Sechter en Viena y a partir de 1835 desempeñó la plaza de organista en la iglesia protestante, que ocupó hasta 1846. Desde 1838 trabajó profesor de armonía en el Sociedad para los Amigos de la Música, cuyo establecimiento dirigió de 1844 a 1848. Durante casi cuarenta años, de 1853 a 1894, fue maestro de capilla de la catedral de San Esteban y, desde 1862 hasta 1876, segundo maestro de capilla imperial.
Entre sus composiciones figuran una sinfonía, varias misas, un Hymnen der griechisch katholischenkirche, el oratorio Noah y otras composiciones religiosas, así como un cuarteto de cuerda, piezas para órgano y piano y varios lieder.